# Moss Adams
Die Moss Adams LLP ist eine Wirtschaftsprüfgesellschaft mit Sitz in Seattle. Sie nimmt den elften Rang in den USA ein (Public Accounting Report September 2008). Moss Adams wurde 1913 gegründet und hat Niederlassungen in den Bundesstaaten Washington, Oregon, Kalifornien, Arizona, New Mexico und Kansas. Im Jahr 2009 betrug der jährliche Umsatz 322 Millionen US-Dollar, das Unternehmen beschäftigte 1800 Mitarbeiter. Derzeitiger Chairman ist Rick Anderson.